# 아틀란티카 (비디오 게임)
아틀란티카는 넥슨 자회사인 엔도어즈에서 자체 제작 및 배급하는 MMORPG 게임이다. 2007년 10월 클로즈 베타 테스트를 거쳐 2008년 1월 오픈 베타 테스트 및 정식 서비스를 시작하였다.
아틀란티카는 주인공을 포함한 9명의 캐릭터를 직접 컨트롤 하며, 각 캐릭터들의 공격특성을 최대한 이용하여 전략적 전투를 진행하는 온라인 게임이다.

## 게임시스템
지구 전체 대륙 및 아틀란티스 대륙을 무대로 각 지역의 신화와 역사를 바탕으로 한 게임이다.
2012년 7월 패치를 통해 아틀란티스 대륙과 아틀란티스인이 생성이 가능하게 되었다.

#### 용병
아틀란티카는 다양한 국적의 11가지 계열 용병이 등장한다. (검,창,도끼,활,대포,총,지팡이,전기톱,악기,채찍,권갑)
용병간에는 상성 관계가 형성되어 있기 때문에 적절한 조합이 중요하며,
골드,유랑 용병 설득,영입 퀘스트, 캐시(현금)으로 영입할 수 있다.
용병은 일정 레벨에 도달하면 승급을 할 수 있으며,
필요에 따라서는 용병대기실로의 보관,해고를 할 수 있다.

#### 전투
- 필드 전투

일반 턴방식 전투와 일반/전략 TBS전투로 나뉜다.
MMORPG 장르에 턴제 전투방식이라는 다소 생소한 전투 시스템이며 30초 이내에 9명 캐릭터의 전략을 구상하고 실행해야 한다.
2010년,TBS방식의 도입으로 대규모 전투가 가능해졌고 캐릭터의 '이동' 개념이 도입되었다.
(기존 일반 턴방식에도 '이동'이 있었으나 진형의 자리 이동에 불과했다.)
- 리그 전투

유저간 PK가 가능한 전투이다.
아틀란티카에는 자체적으로 리그전 시스템이 있어 비슷한 레벨의 유저끼리 전투를 진행할 수 있으며 자동으로 대전상대가 정해진다.
필드 전투에서 이용률이 낮은 보조형 용병들을 적극적으로 활용할 수 있는 시스템이다.

#### 아이템 획득 방식
아틀란티카의 캐쉬 아이템,사냥을 통하여 얻은 게임 내 장비류는 일부 소모성 아이템을 제외하고 대부분 확률+랜덤 방식으로 획득된다. 이밖에 지정된 재료를 소모하여 제조로 획득할 수도 있다.

## 평가
| 평론 점수   | 평론 점수 |
| 평론사      | 점수      |
| ----------- | --------- |
| 게임스팟    | 8.6/10    |
| 자이언트 밤 | 4/5       |
| IGN         | 8.5/10    |

| 수상                               | 수상                                                                                   |
| 평론사                             | 수상                                                                                   |
| ---------------------------------- | -------------------------------------------------------------------------------------- |
| Ten Ton Hammer                     | Best Free To Play Game of 2008                                                         |
| Korea Game Awards 2008             | Best Game                                                                              |
| GameOgre's 2008 Online Game Awards | Most Innovative Online Game                                                            |
| OnRPG Member's Choice Awards 2008  | Top Free MMO of 2008 Best Innovation in an MMO of 2008 Best Gameplay in an MMO of 2008 |
| ChinaJoy 2008 Golden Plume Awards  | Best Foreign Online Game                                                               |